# Williams FW13
El Williams FW13 es un monoplaza de Fórmula 1 diseñado por Patrick Head para el equipo Williams Racing en la temporada 1989 y 1990.

## Resultados

### Fórmula 1
(Clave) (negrita indica pole position) (cursiva indica vuelta rápida)

| Año  | Equipo              | Chasis | Motor           | Neu. | Pilotos          | 1   | 2   | 3   | 4   | 5   | 6   | 7   | 8   | 9   | 10  | 11  | 12  | 13  | 14  | 15  | 16  | Puntos | Pos. |
| ---- | ------------------- | ------ | --------------- | ---- | ---------------- | --- | --- | --- | --- | --- | --- | --- | --- | --- | --- | --- | --- | --- | --- | --- | --- | ------ | ---- |
| 1989 | Canon Williams Team | FW13   | Renault RS1 V10 | G    |                  | BRA | SMR | MON | MEX | USA | CAN | FRA | GBR | GER | HUN | BEL | ITA | POR | ESP | JPN | AUS | 77     | 2.º  |
| 1989 | Canon Williams Team | FW13   | Renault RS1 V10 | G    | Thierry Boutsen  |     |     |     |     |     |     |     |     |     |     |     |     | Ret | Ret | 3   | 1   | 77     | 2.º  |
| 1989 | Canon Williams Team | FW13   | Renault RS1 V10 | G    | Riccardo Patrese |     |     |     |     |     |     |     |     |     |     |     |     | Ret |     | 2   | 3   | 77     | 2.º  |
| 1990 | Canon Williams Team | FW13B  | Renault RS2 V10 | G    |                  | USA | BRA | SMR | MON | CAN | MEX | FRA | GBR | GER | HUN | BEL | ITA | POR | ESP | JPN | AUS | 57     | 4.º  |
| 1990 | Canon Williams Team | FW13B  | Renault RS2 V10 | G    | Thierry Boutsen  | 3   | 5   | Ret | 4   | Ret | 5   | Ret | 2   | 6   | 1   | Ret | Ret | Ret | 4   | 5   | 5   | 57     | 4.º  |
| 1990 | Canon Williams Team | FW13B  | Renault RS2 V10 | G    | Riccardo Patrese | 9   | 13  | 1   | Ret | Ret | 9   | 6   | Ret | 5   | 4   | Ret | 5   | 7   | 5   | 4   | 6   | 57     | 4.º  |